# World Joyland
World Joyland (环球动漫嬉戏谷 en chinois) est un parc d'attractions situé à Panjiazhen, District de Wujin, Changzhou, Jiangsu, à 100 km environ de Shanghaï, en Chine. Une de ses particularités est qu'il exploite les univers des jeux vidéo StarCraft et Warcraft.
Le parc est subdivisé en quartiers : Fairy Lake, Fantasy Square, Taobao Street, Terrain of Magic, Universe of Starship, World of Legend, Holy Mountain et Mole's World. Ce dernier est destiné aux enfants. World Joyland comprend entre autres trois circuits de montagnes russes, une rivière rapide de bouées, une double tour de chute libre de S&S Worldwide, un cinéma dynamique et un parcours scénique 4-D.
Le promeneur peut également visiter le musée des animes et des jeux vidéo ouvert toute l'année, un centre de sport électronique qui peut accueillir de grandes compétitions, ainsi qu'un petit parc aquatique.

## Histoire
Il fut un temps prévu que le parc ouvre le 18 octobre 2010 mais l'ouverture fut reportée.
Comme World Joyland exploite les licences StarCraft et Warcraft sans l'autorisation de Blizzard Entertainment, la société américaine a fait valoir ses droits au moment de l'inauguration du parc. Le parc à thèmes a donc dû renommer au dernier moment certains quartiers et certaines attractions. L'ouverture a lieu le 1er mai 2011,.

## Le parc d'attractions

### Montagnes russes
| Nom                   | Type                      | Constructeur         | Année |
| --------------------- | ------------------------- | -------------------- | ----- |
| Clouds of Fairyland   | Acier/X-Car-Coaster       | Maurer Rides         | 2011  |
| Dragon Roaring Heaven | Train de la mine          | Golden Horse         | 2011  |
| Sky Scrapper          | Montagnes russes volantes | Bolliger & Mabillard | 2011  |

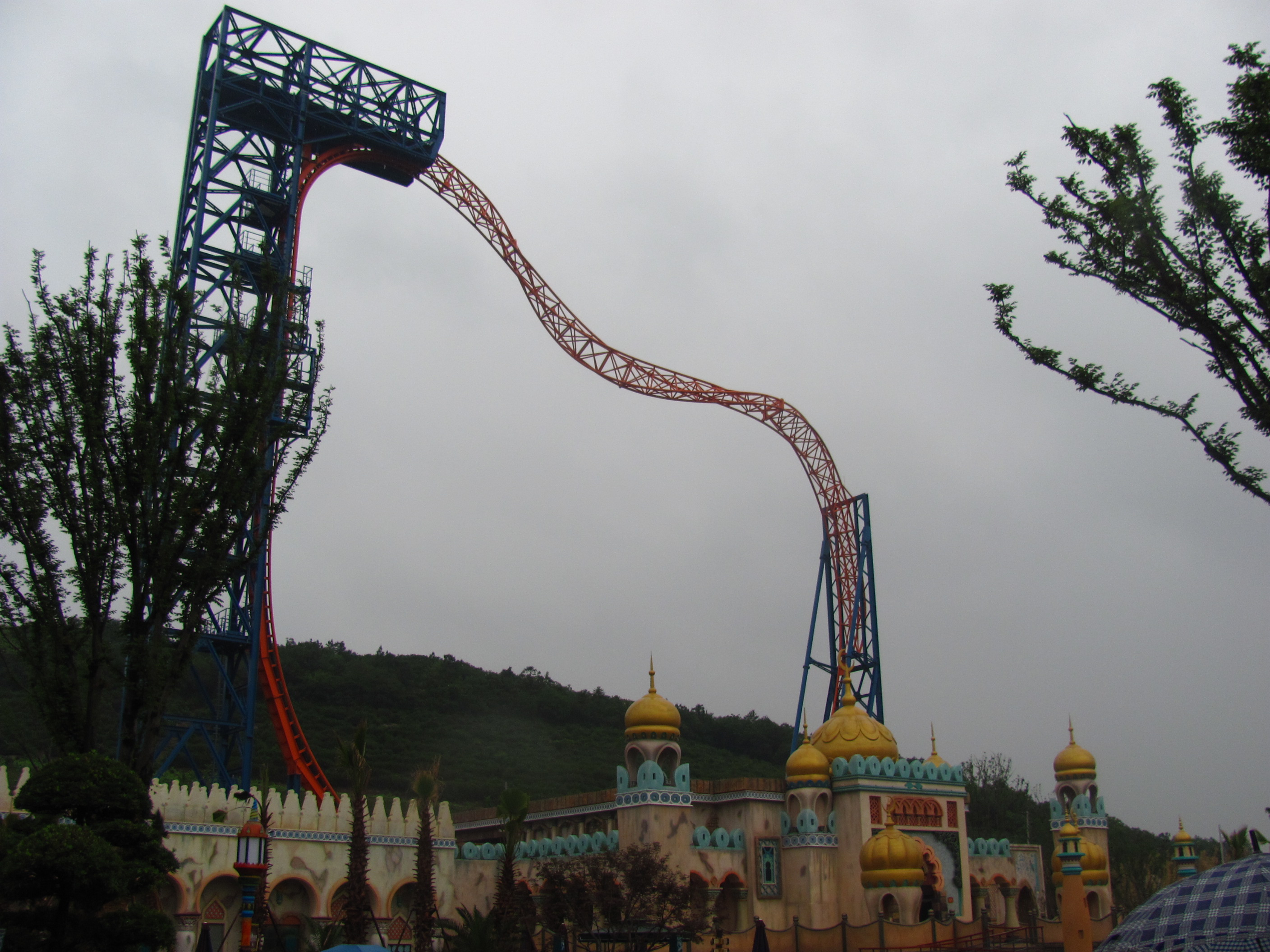
Clouds of Fairyland
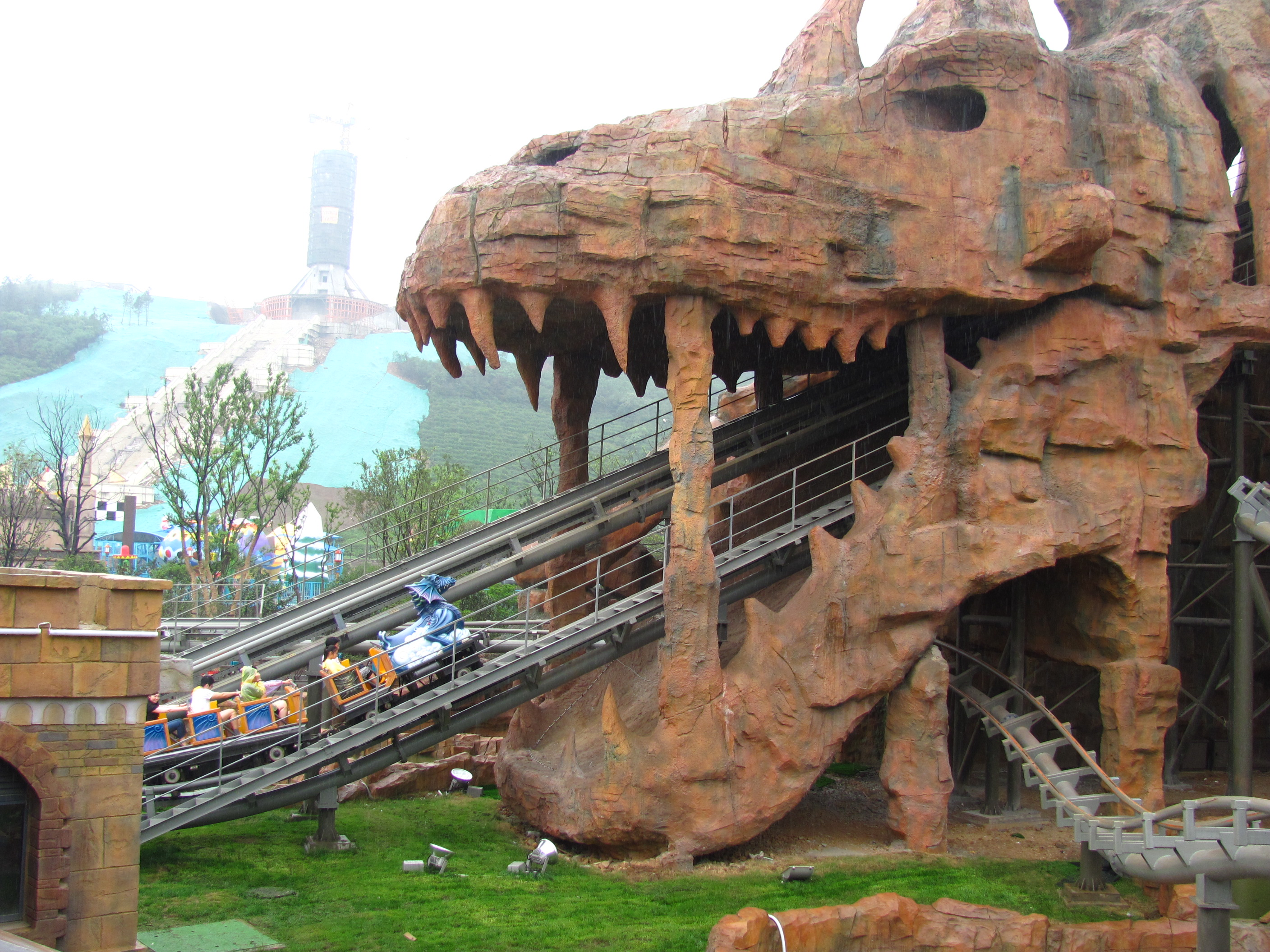
Dragon Roaring Heaven
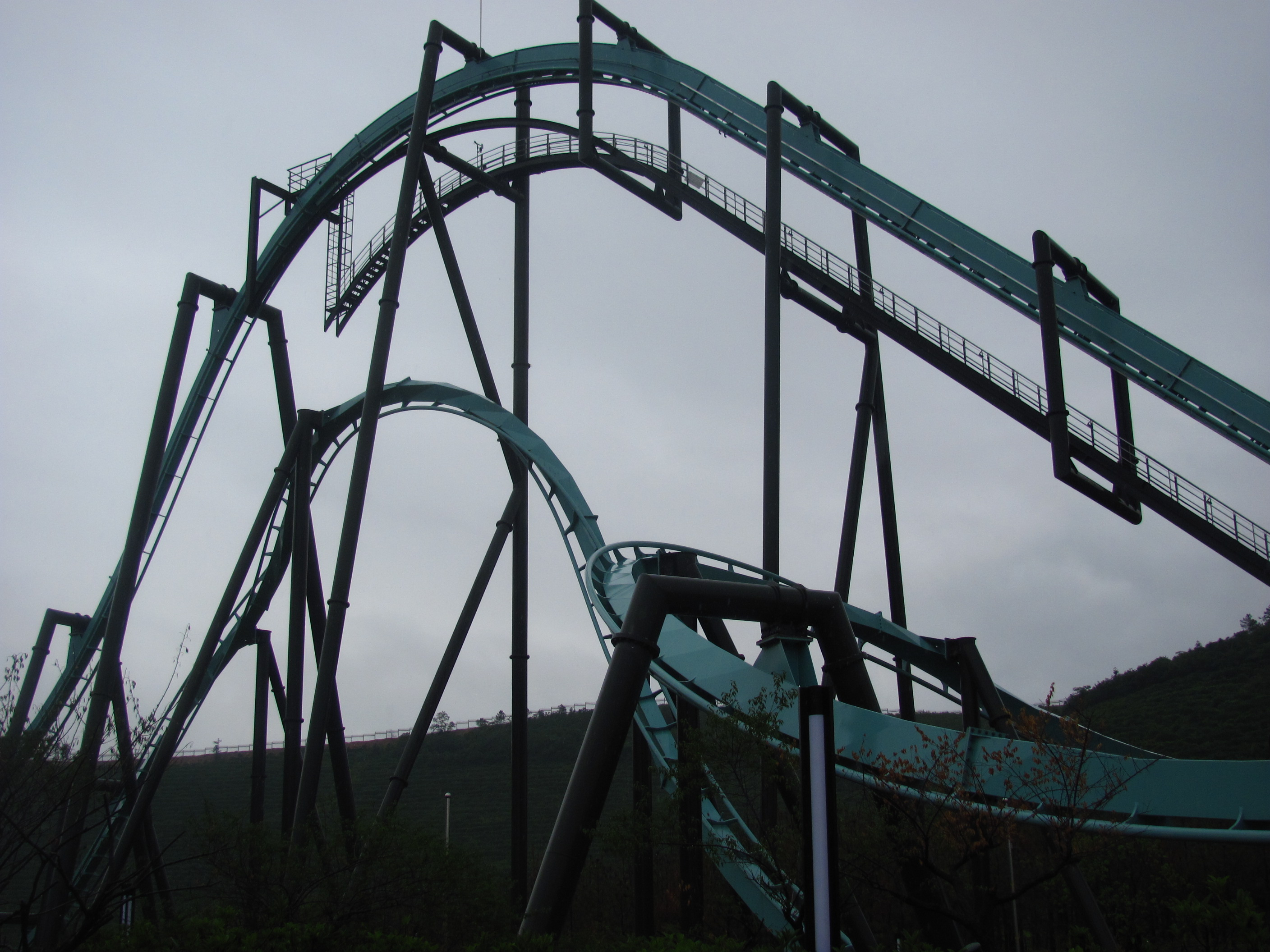
Sky Scrapper

### Attractions aquatiques
| Nom                  | Type                     | Constructeur | Année |
| -------------------- | ------------------------ | ------------ | ----- |
| Beast Bloody Journey | Shoot the Chute          | Golden Horse | 2011  |
| Paradise Helm        | Rivière rapide de bouées | Golden Horse | 2011  |

### Autres attractions
| Nom               | Type                         | Constructeur       | Année | Photo |
| ----------------- | ---------------------------- | ------------------ | ----- | ----- |
| Fantasia Atlas    | Simulateur de vol tel Soarin |                    | 2011  |       |
| Flying Jurassic   | Cinéma hémisphérique         |                    | 2011  |       |
| Magic Wizard      | manège avions                |                    | 2011  |       |
| Path ot Warcraft  | Parcours scénique 4 D        |                    | 2011  |       |
| Raytheon's Anger  | Space Shot / Turbo Drop      | S&S Worldwide      | 2011  |       |
| Skywalking Hacker | Cinéma 4-D                   | Triotech Amusement | 2011  |       |